# 金原亭馬生 (5代目)
五代目金原亭 馬生（きんげんてい ばしょう、1864年 - 1946年4月15日）は落語家。本名∶宮島 市太郎。

## 経歴
東京麻布生まれ、父は初代浅草亭馬道。
1878年に四代目金原亭馬生に入門し、小馬三郎を名乗る。11月に麹町万よし亭で初高座。1889年頃に三代目春風亭柳枝門下で枝三郎に改名し、さらに五代目林家正蔵門下に移って正朝に改名して旅回りに出る。
三代目柳亭燕路門下で柳亭小燕路に改名した。1899年8月、五代目金原亭馬生を襲名し真打昇進。この頃から素噺、講釈のネタなどのじっくりなネタをやっていた。一時桂文楽の襲名ももくろんだが実現しなかった。
1904年から上方の三友派に活動拠点を移し素噺で売る。
大正中期には帰京するが東京にも馬生がいたのでこの馬生は寄席でのメクリの色を赤字に変え区別したため「赤馬生」と言われた。
晩年はセミリタイヤ状態で父の名の浅草亭馬道と改名している。ただし馬生の名でラジオに出たこともある。

## 芸歴
- 1878年∶四代目金原亭馬生に入門、小馬三郎を名乗る。
- 1889年∶三代目春風亭柳枝門下に移籍、枝三郎に改名。
- 五代目林家正蔵門下に移籍、正朝に改名して旅回りに出る。
- 三代目柳亭燕路門下に移籍、柳亭小燕路に改名。
- 1899年8月∶五代目金原亭馬生を襲名し真打昇進。
- 1904年∶上方の三友派に活動拠点を移す。
- 大正中期∶帰京。
- 晩年∶浅草亭馬道と改名し隠居。

## 人物
上方にいたときはおもちゃ屋を営んでいたことから「おもちゃ屋の馬生」とも言われた。
得意ネタは『義士伝』『阿武松』『雁風呂』。

## 弟子
- 九代目金原亭馬生